# Sarasaeschna pyanan
Sarasaeschna pyanan – gatunek ważki z rodziny żagnicowatych (Aeshnidae). Występuje na Tajwanie; zamieszkuje głównie obszary wysokogórskie – od 1700 do nieco ponad 2200 m n.p.m.